# دیکن (موسیقی‌دان)

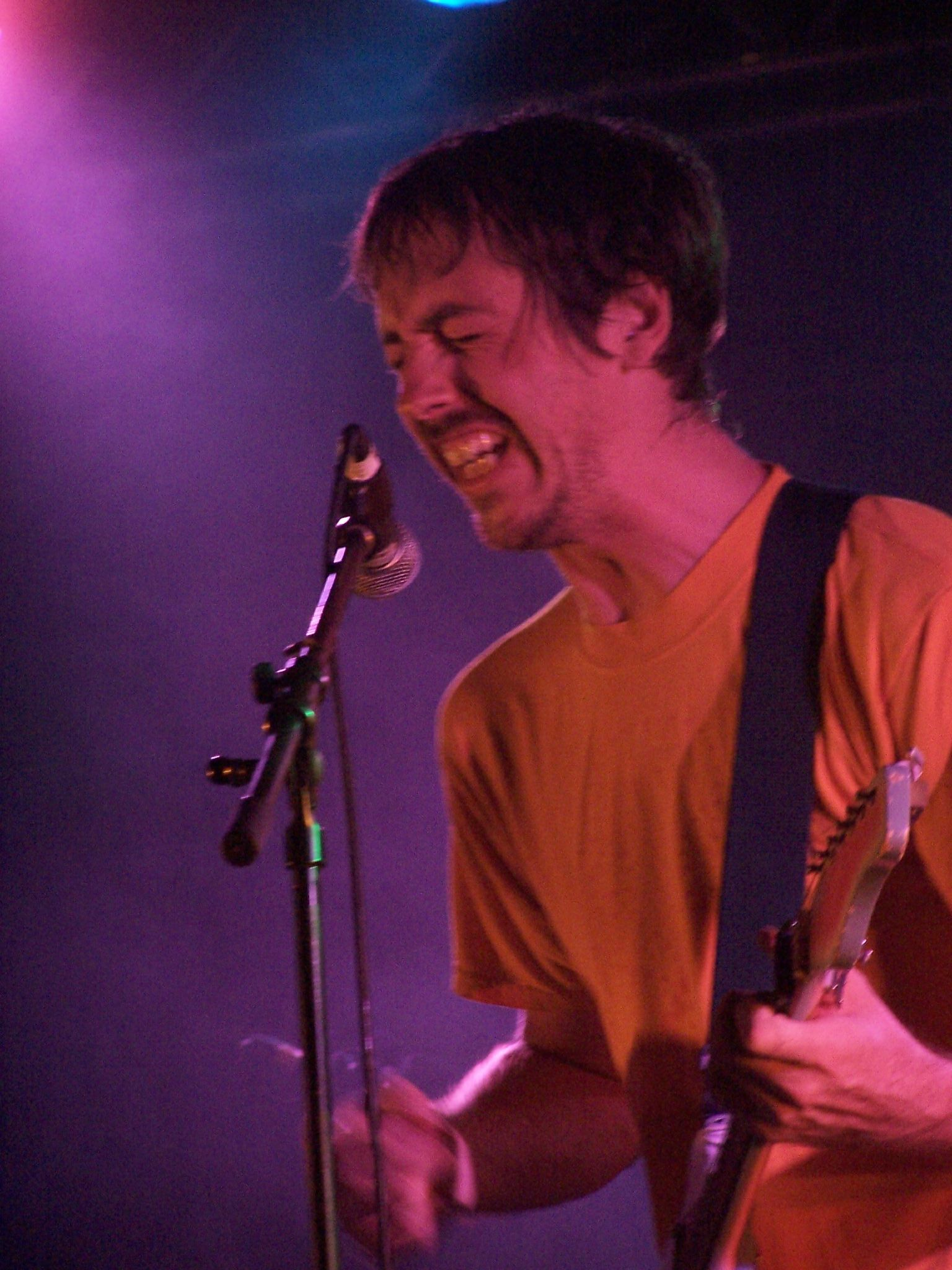
موسیقی زخمه حیات است

دیکن (انگلیسی: Deakin؛ زادهٔ ۶ ژانویهٔ ۱۹۷۸) یک موسیقی‌دان اهل ایالات متحده آمریکا است. وی از سال ۲۰۰۰ میلادی تاکنون مشغول فعالیت بوده‌است.